# Marieke Lucas Rijneveld

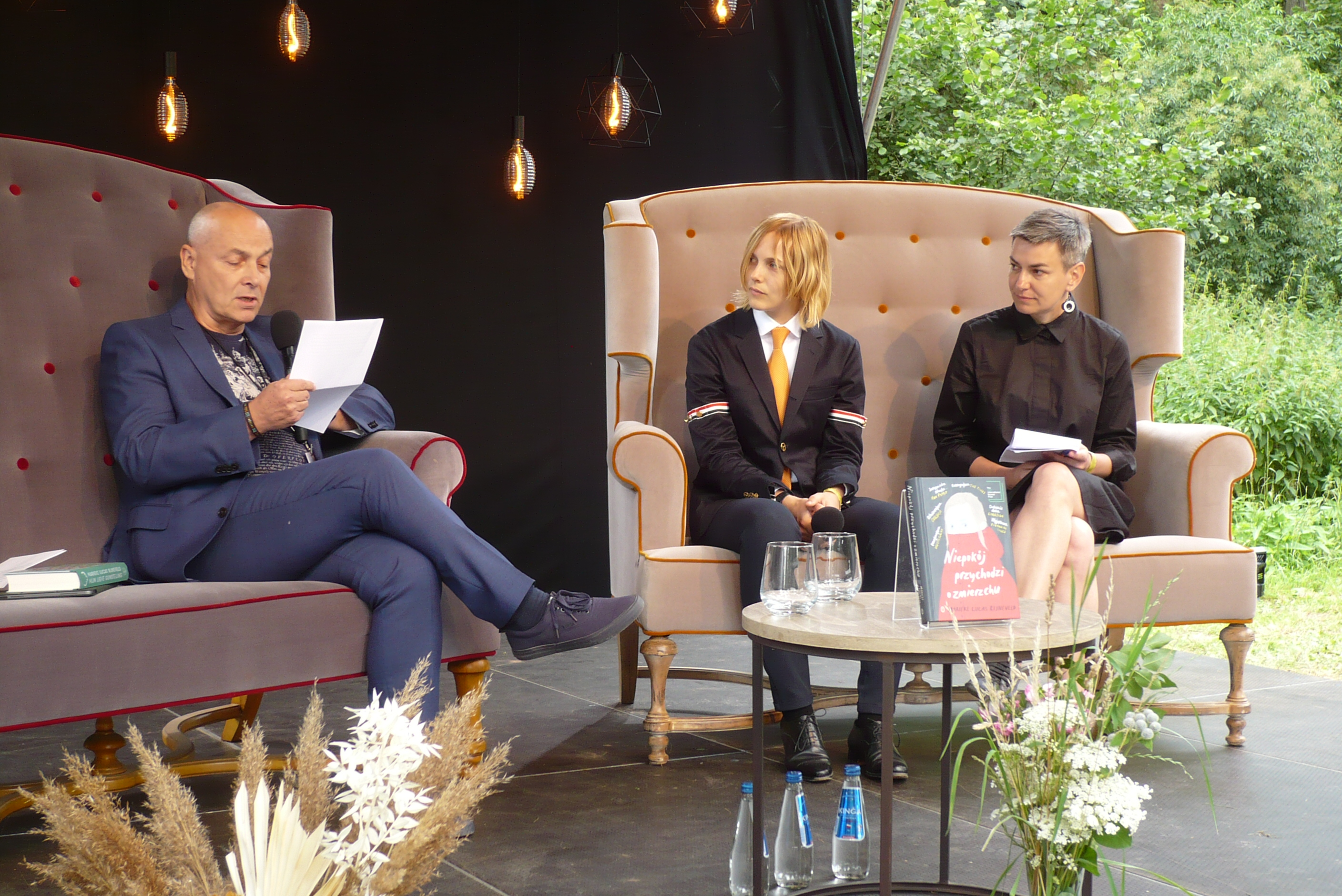
Jerzy Koch, Marieke Lucas Rijneveld, VIII Festiwal Góry Literatury (2022)

Marieke Lucas Rijneveld (ur. 20 kwietnia 1991 w Nieuwendijk) – holenderski pisarz, laureat, wraz ze swoją tłumaczką Michele Hutchison, nagrody International Booker Prize w 2020 roku, za powieść Niepokój przychodzi o zmierzchu. Rijneveld to najmłodsza osoba, która otrzymała tę nagrodę, a także pierwsza nagrodzona nią (a trzecia nominowana) osoba z Holandii. 

## Życiorys
Pochodzi z wiejskiej rodziny należącej do Holenderskiego Kościoła Reformowanego. W 1994 roku rodzinę spotkała tragedia – dwunastoletni brat Rijneveld wpadł pod autobus i zginął. To wydarzenie stało się osią powieści Niepokój przychodzi o zmierzchu. W wywiadach Rijneveld zaznacza, że po rozpoczęciu pisania opowiadań wszystkie historie wracały do śmierci brata, relacjonuje poczucie konieczności opowiedzenia tej historii, przed jakąkolwiek inną.
Zaczątkiem twórczości pisarskiej Rijneveld stało się wypożyczenie Harry’ego Pottera z lokalnej biblioteki i przepisanie całej powieści na swój komputer (aby móc ją nadal czytać po oddaniu). Debiutem pisarskim Rijneveld był tomik poetycki Kalfsvlies (2015), nagrodzony C. Buddingh'-prijs, czyli nagrodą za najlepszy debiutancki tomik opublikowany w języku holenderskim. Marieke Lucas obwołano wtedy nową gwiazdą literatury holenderskiej. Niepokój przychodzi o zmierzchu, częściowo autobiograficzna powieść, poświęcona rodzinnej tragedii, ukazała się w 2018 roku i stała się bestsellerem – w Holandii sprzedano 55 000 egzemplarzy, książkę przetłumaczono też na wiele języków, w tym angielski, polski, hiszpański, koreański, chiński i arabski. W 2019 roku książkę nagrodzono holenderską nagrodą za debiut prozatorski – ANV Debutantenprijs. W 2020 roku angielski przekład książki otrzymał International Booker Prize.
Oprócz pisania Rijneveld pracuje również na farmie i zajmuje się hodowlą krów. Mieszka w Utrechcie.
Identyfikuje się jako osoba niebinarna, dlatego oprócz nadanego imienia żeńskiego Marieke, nosi też drugie imię męskie – Lucas, które wyłącznie stosuje od 2023 roku; na okładkach nowych wydań książek jako autor widnieje Lucas Rijneweld.

## Twórczość
- Kalfsvlies (tom poezji, 2015)
- De avond is ongemak (powieść, 2018)
  - Wydanie polskie: Niepokój przychodzi o zmierzchu, tłum. Jerzy Koch, Kraków: Wydawnictwo Literackie, 2021, ISBN 978-83-08-07377-3.
- Fantoommerrie (tom poezji, 2018)[6]